# Búlandshöfði
Búlandshöfði ist ein Kap von 325 m Höhe im Westen von Island. Es liegt im Norden der Halbinsel Snæfellsnes am Ufer des Fjordes Breiðafjörður zwischen den Orten Ólafsvík und Grundarfjörður. Das Kap gehört zum Berg Höfðakúlur, der bis auf 597 m ansteigt. Hinter diesen kleineren Bergen liegt das vulkanische Gebirgsmassiv Helgrindur mit seinem höchsten Berg Kaldnasi (985 m).

## Verkehrshindernis Búlandshöfði
Vor dem Bau der Straße 54 zu Beginn der 1960er Jahre stellte das Kap ein beträchtliches Verkehrshindernis dar.
Es gab nur zwei Möglichkeiten, wenn man um das Kap gehen wollte: Ein Weg lag über erodierte Hänge in 111 m Höhe und war an einigen Stellen so schmal, dass zwei Menschen bzw. Pferde nicht aneinander vorbeikommen konnten. Man stieg hier auch grundsätzlich vom Pferd und ließ die Tiere selbst ihren Weg finden. Der andere Weg lag unten zu Füßen der Felsnase und konnte nur zu Fuß bei Ebbe begangen werden, wobei man ähnlich wie beim Enni auf der anderen Seite von Ólafsvík über glitschige Felsen steigen musste.

## Sagen bzgl. des Kaps Búlandshöfði
Eine Sage – Teil der Isländersaga Eyrbyggja – berichtet von zwei Sklaven, die versucht hätten nach einem Gefecht über diesen Weg zu entkommen. Sie hielten fälschlicherweise ihre Herren, die ihnen folgten und helfen wollten, für den Feind. Denn diese hatten sich einiger Pferde der Gegenseite bemächtigt. In ihrer Angst sollen sie am Kap abgestürzt sein.
Andererseits berichtet eine andere Geschichte von einer Frau, die hier Schafe gesucht hätte. Sie hätte eines gefunden, es festhalten wollen und wäre mit dem Tier ein Stück abgestürzt. Allerdings wären beide gerade noch vor den eigentlichen 88 m hohen Klippen im Fels hängengeblieben und in letzter Sekunde gerettet worden.

## Geologie
Am Kap Búlandshöfði findet man rund eine Million Jahre alte und 30 bis 50 Meter dicke Sedimentschichten in 135 bis 180 Meter Höhe über dem Meer.
Unten befinden sich Tillit und Meeressedimente mit Muschelschalen aus dem Eismeer. Sie stammen aus einer Kälteperiode der letzten Eiszeit.
Oberhalb dieser findet man Meeressedimente mit Muscheln, die bei ähnlichen Temperaturen leben, wie wir sie nun haben (Warmzeit).
Ganz oben findet man Lavaschichten (das Land erhob sich aus dem Meer), die vom Gletscher abgeschliffen sind (eine weitere Kaltzeit).
Die Höhenunterschiede zwischen damaligem und heutigem Meeresspiegel erklären sich nicht nur durch teilweise tatsächlich höheren Meeresspiegel wegen Abschmelzen der Gletscher, sondern auch dadurch, dass sich das Land nach Abschmelzen der Eiszeitgletscher (vor ca. 10000 Jahren in Island) gehoben hat, weil die Last des Gletschers nicht mehr auf ihm lag.
Dieselben Muschelarten fand man übrigens in ähnlicher Höhe auch auf anderen Bergen der Umgebung.

## Galerie

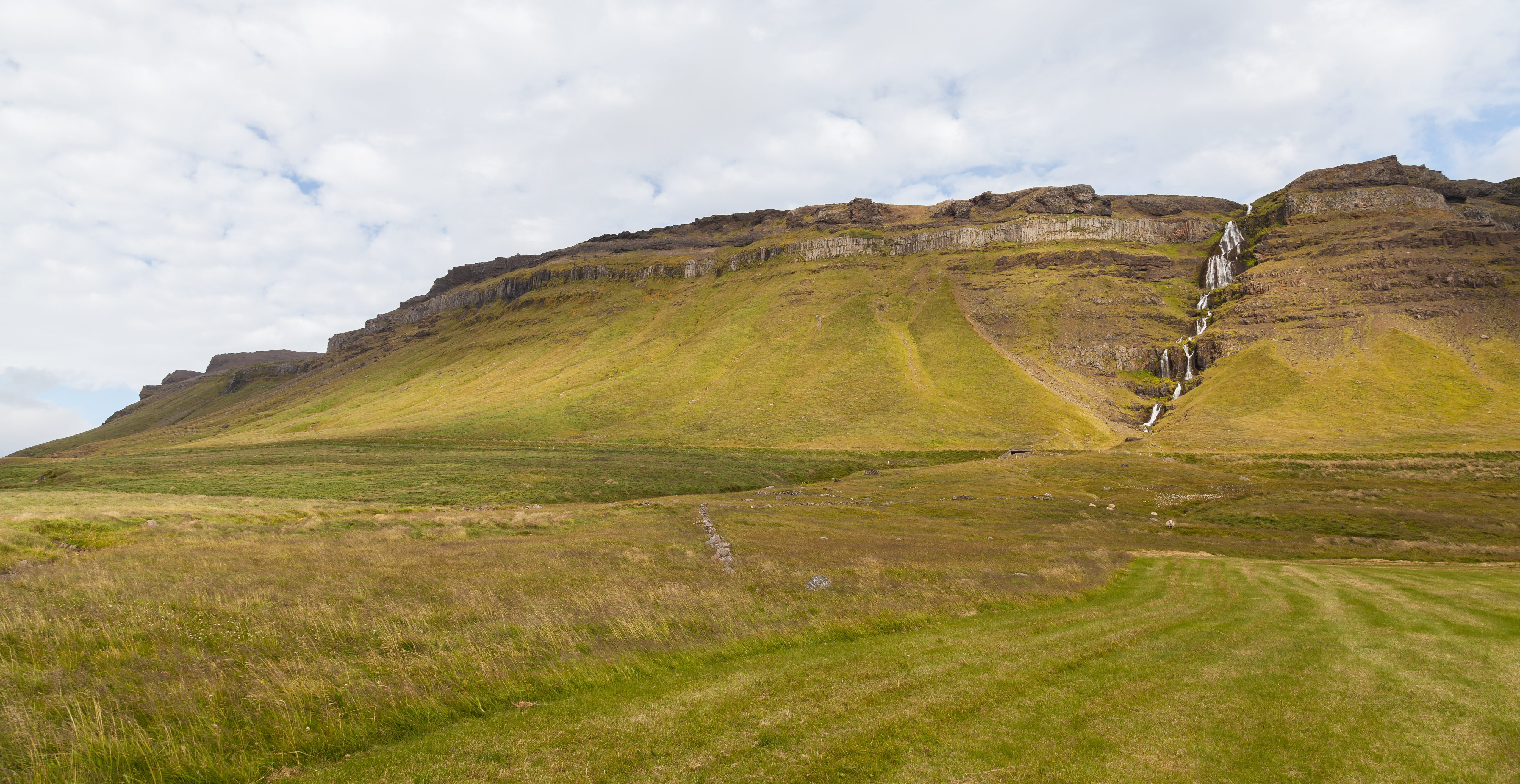
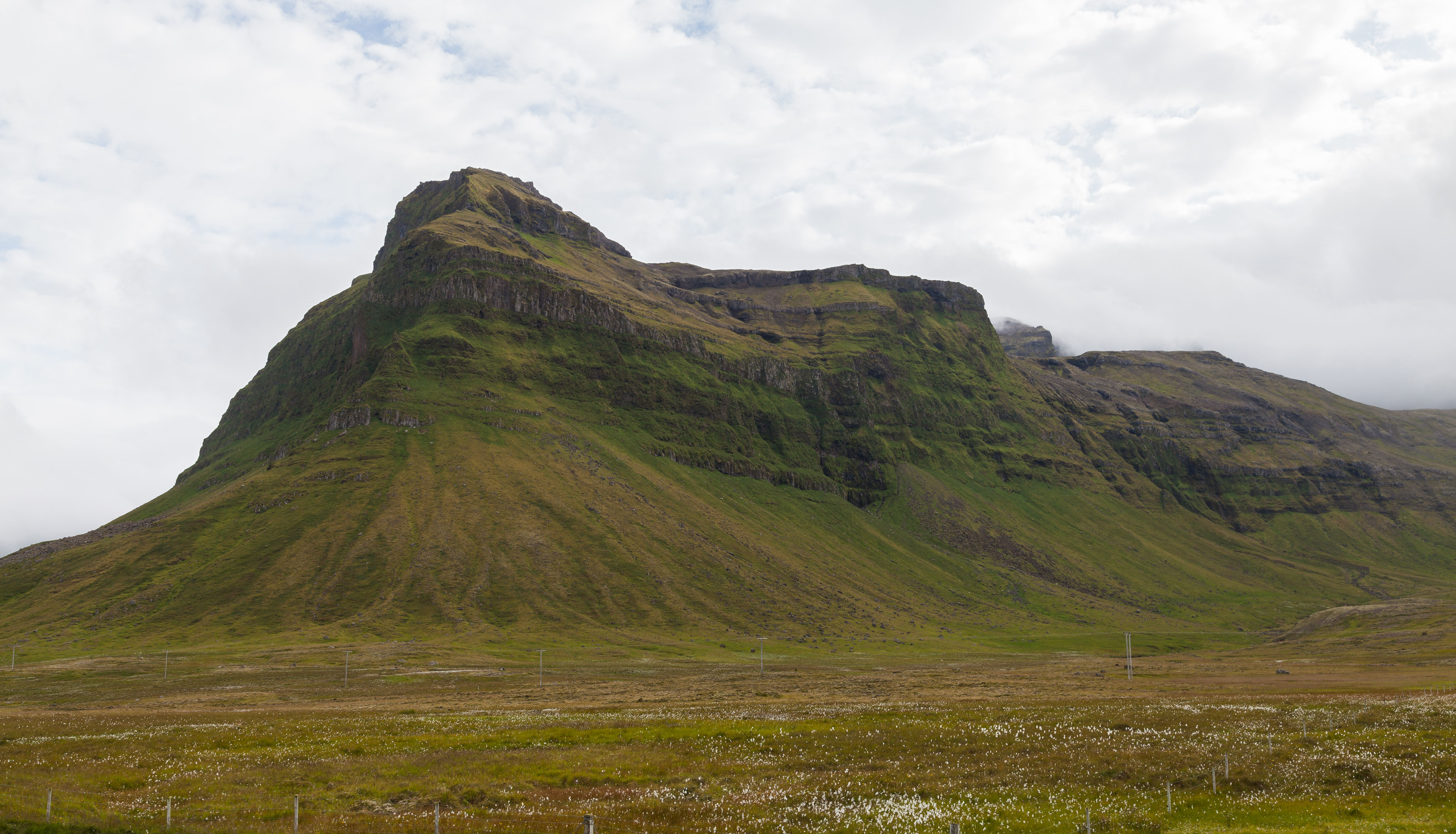
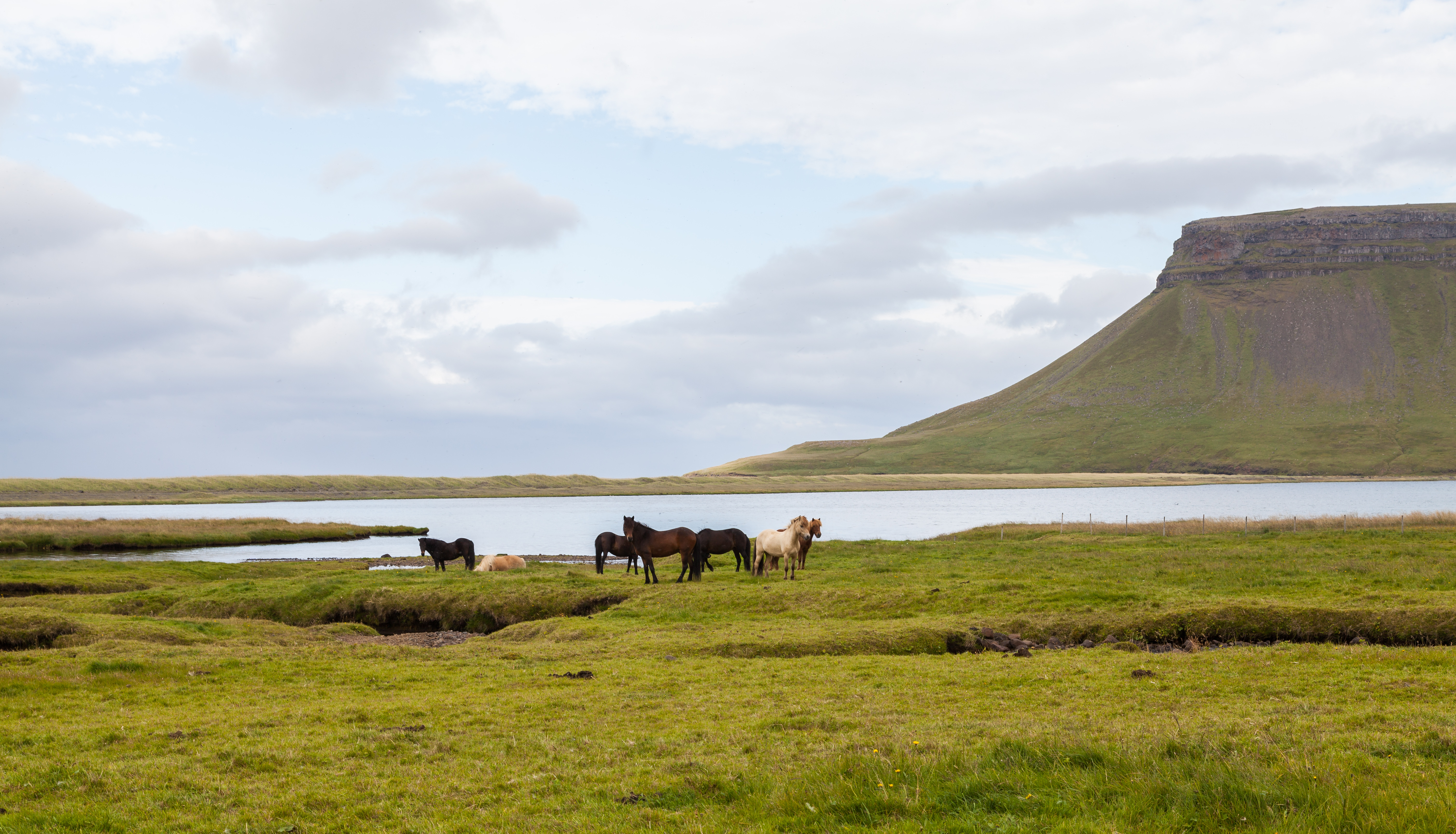
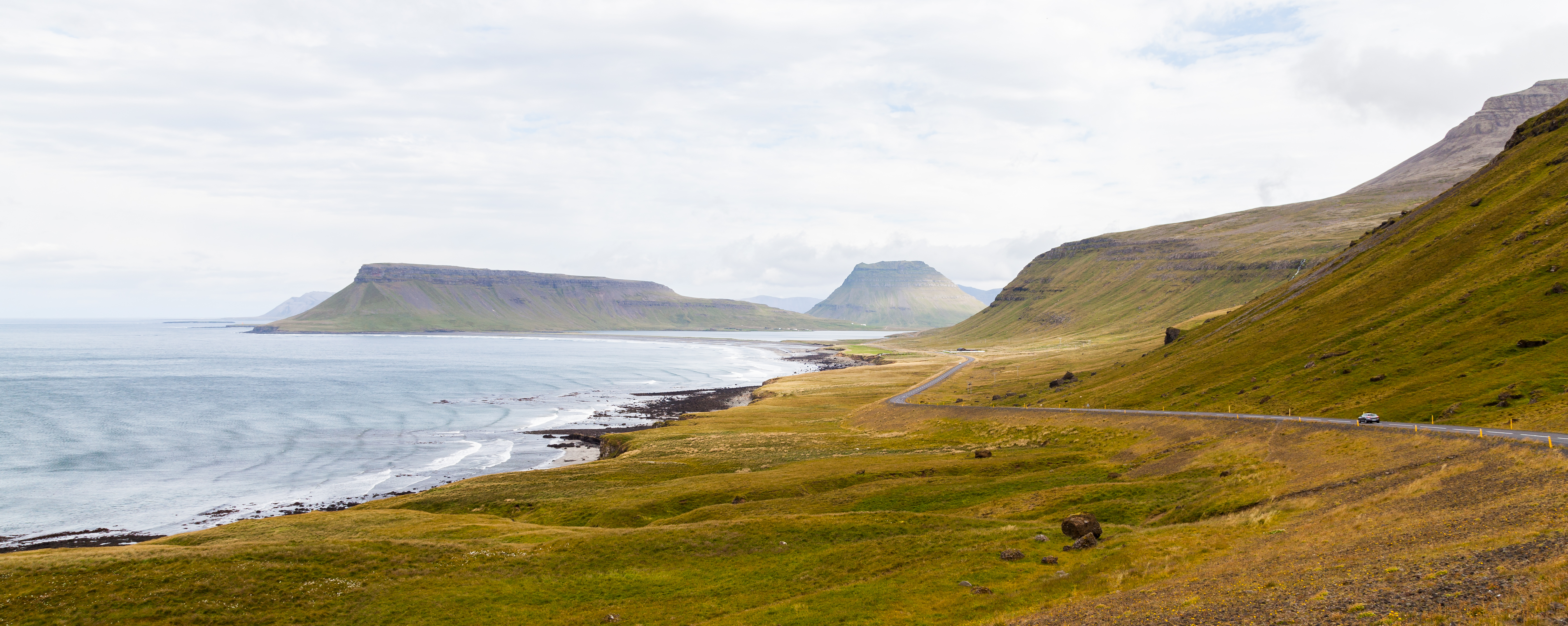

### Fotos, Videos, Karten
- Google Earth: Standort des Búlandshöfði
- Photo: Wegen Erdrutschgefahr muss der Weg immer wieder repariert werden